# Commission pour la restitution des biens et l'indemnisation des victimes de spoliations antisémites
La Commission pour la restitution des biens et l'indemnisation des victimes de spoliations antisémites (CIVS) est une commission consultative, placée auprès du Premier ministre français. Elle est chargée d'examiner les demandes individuelles présentées par les victimes ou leurs ayants droit pour la réparation des préjudices consécutifs aux spoliations antisémites survenues en France, entre 1940 et 1944.
La CIVS n’est pas une juridiction. Elle est chargée d’élaborer et de proposer au Premier ministre des mesures de réparation, de restitution ou d’indemnisation appropriées. Le fonctionnement actuel de la Commission est prévu par le décret n° 2024-11. La loi du 22 juillet 2023, lui attribue de nouvelles compétences sur les questions de restitution des biens culturels appartenant à des collections publiques ayant fait d’une spoliation entre le 30 janvier 1933 et le 8 mai 1945,. Cette loi a été codifiée aux articles L115-3 et L115-4 du code du patrimoine.

## Historique
Après la Libération de Paris, le Commissariat général aux questions juives (CGQJ), organisme créé par Vichy pour organiser la spoliation des biens juifs, est fermé le 31 août 1944 et ses biens mis sous séquestre du ministère des Finances.
Le 6 septembre, Émile Terroine, professeur d'université et résistant, est nommé administrateur-séquestre du CGQJ de Lyon, alors que la ville vient d'être libérée. Il va rédiger un rapport demandant l'extension de sa mission et, le 30 janvier 1945, le ministère des Finances crée à Paris, au sein de sa direction du Blocus, le Service de restitution des biens des victimes des lois et mesures de spoliation, dont Terroine prend la direction. Il est nommé rapporteur de l'ordonnance du 21 avril 1945 qui annule les ventes et liquidations de biens juifs opérées pendant la guerre.
La Commission pour l'indemnisation des victimes de spoliations intervenues du fait des législations antisémites en vigueur pendant l'Occupation (CIVS) est créée en 1999, à la suite des rapports de la Mission d'étude sur la spoliation des Juifs de France. Elle est surnommée commission Drai du nom de son premier président, Pierre Drai. Le décret de création est modifié par des décrets en 1999, 2000, 2001 et 2018.

### La controverse sur le caractère illégitime de Vichy
David Ruzié, doyen de Faculté de droit, écrivait dans une étude intitulée « L'indemnisation des victimes de spoliations intervenues du fait des législations antisémites en vigueur pendant l'Occupation en France » :

« Il aura fallu attendre le discours du Président Jacques Chirac, le 16 juillet 1995, à l'occasion de la commémoration devenue traditionnelle depuis de nombreuses années de la massive "Rafle du Vel d'Hiv" du 16 juillet 1942, pour que la plus haute autorité de l’État reconnaisse, enfin, la part de responsabilité des autorités françaises dans les persécutions, dont la communauté juive a été victime durant l'Occupation.
Le fait de reconnaitre que "la France avait commis l’irréparable" en participant à la rafle du Vel d'Hiv, n'impliquait nullement la reconnaissance de la légitimité de Vichy. Il s'agissait simplement d'exprimer une vérité juridique. Il est, en effet, un principe général de droit relatif à la propriété de l’État, selon lequel, selon lequel tout État est représenté juridiquement, par un gouvernement. En cas de coexistence de deux autorités prétendant agir au nom d'un État, il y a lieu de faire prévaloir le principe d'effectivité de l'exercice des pouvoirs. Or, toutes questions de légalité ou de légitimité mises à part, il est incontestable, aussi malheureux que cela ait pu être, que sur le territoire de la France métropolitaine, au moins, se sont les autorités de Vichy, qui exerçait effectivement, de 1940 à 1944, leurs pouvoirs et, de ce fait, leurs actes engageaient la responsabilité de l’État.
La controverse légitime concernant le caractère illégitime de Vichy, voire son illégalité ne pouvait avoir pour effet de soustraire la France à ses obligations à l'égard des ressortissants étrangers, et à l'égard de ses propres ressortissants, que Vichy a livrés aux Allemands et/ou a spoliés.
On ne peut que regretter que ni les présidents de la IVème République, ni les prédécesseurs de J. Chirac, sous la Vème République, n'aient envisagé et/ou accepté d'assumer en tant que chef de l’État français la responsabilité de la France, quelles qu'aient été les avatars de l'exercice des pouvoirs durant l'Occupation.
De fait, c'est dans cette allocution que le Président de la République française a officiellement reconnu la "dette imprescriptible" de la France à l'égard des soixante seize mille déportés juifs de France. Mais, dans la mesure où Jacques Chirac considérait, à juste titre, qu'il incombait de "reconnaitre les fautes du passé et les fautes commises par l’État", il apparaissait normal que les pouvoirs publics envisagent de réparer les dommages matériels subis par la communauté juive en France. »

### Chronologie
| 16 juillet 1995                      | Le Président de la République Jacques Chirac reconnait « les fautes du passé, et les fautes commises par l’Etat » lors de son discours de commémoration de la rafle du Vel’ d’Hiv’, |
| 25 mars 1997 arrêté du 25 mars 1997  | Le Premier ministre Alain Juppé crée la Mission d’étude sur la spoliation des Juifs de France, présidée par Jean Mattéoli, président du Conseil économique et social et ancien déporté résistant. Dix rapports seront publiés à l’issue de ces travaux, en 2000. |
| 10 septembre 1999 décret n° 99-778   | Le Premier ministre Lionel Jospin institue la Commission pour l’indemnisation des victimes de spoliations intervenues du fait des législations antisémites en vigueur pendant l’Occupation (CIVS), présidée par Pierre Drai, premier président honoraire de la Cour de cassation |
| 18 janvier 2001 décret n° 2001-243   | La France et les États-Unis signent l'Accord de Washington pour l'indemnisation des spoliations bancaires |
| 1er octobre 2018 décret n° 2018-829  | Le Premier ministre étend les possibilités de saisine de la CIVS en matière de biens culturels spoliés : la CIVS peut désormais s’autosaisir ou être saisie par toute personne concernée. Est évoqué dans ce décret la nécessité de créer une mission auprès du ministre chargé de la Culture. En 2019 la Mission de recherche et de restitution des biens culturels spoliés entre 1933 et 1945 (M2RS) est instituée par arrêté du ministre de la Culture,. |
| 21 février 2022 loi n° 2022-218      | Une loi d’espèce, adoptée à l’unanimité, permet la restitution ou la remise de 15 biens des collections publiques françaises aux ayants droit de leurs propriétaires victimes de persécutions antisémites,. |
| 22 juillet 2023 loi n° 2023-650      | La loi relative à la restitution des biens culturels ayant fait l'objet de spoliations dans le contexte des persécutions antisémites perpétrées entre 1933 et 1945, adoptée à l’unanimité, instaure un nouveau régime de sortie des biens culturels des collections publiques, qui confie à la CIVS la mission de recommander la restitution des biens spoliés.                                                                                             |
| 26 décembre 2023 décret n° 2023-1254 | Le mandat des membres du collège de la CIVS est prorogé jusqu'au 31 janvier 2024, en prévision de l'entrée en vigueur, le 1er février, de la réforme prévue par la loi du 23 juillet 2023. |
| 1er février 2024 décret n° 2024-11   | Le décret d’application de la loi du 22 juillet 2023, publié le 6 janvier, est entré en vigueur le 1er février. A la même date, les mandats en cours des membres du collège et des magistrats nommés auprès de la commission ont pris fin, et un nouveau mandat commence pour les membres et les magistrats nommés pour trois ans le 1er février. |

## Missions
La commission examine les demandes individuelles, formulées par les victimes ou par leurs ayants droit, et « est chargée de rechercher et de proposer les mesures de réparation, de restitution ou d'indemnisation appropriées ». Le décret de 2018 précise que « la commission est également compétente pour proposer au Premier ministre, de sa propre initiative ou à la demande de toute personne concernée, toute mesure nécessaire de restitution ou, à défaut, d'indemnisation, en cas de spoliations de biens culturels intervenues du fait de législations antisémites en vigueur pendant l'Occupation, notamment lorsque ces biens ont été intégrés dans les collections publiques ou récupérés par la France après la Seconde Guerre mondiale et confiés depuis lors à la garde des musées nationaux ».

## L'apport de la loi du 22 juillet 2023
Il s'agit d'une loi relative à la restitution des biens culturels ayant fait l'objet de spoliations dans le contexte des persécutions antisémites perpétrées entre 1933 et 1945,,,.
Le droit administratif des biens admet pour principes, que les biens du domaine public (ceux qui appartiennent à la personne publique, qu’ils soient mobiliers ou immobiliers), sont imprescriptibles et inaliénables. Le caractère inaliénable des biens du domaine public signifie que ceux-ci ne peuvent être ni vendus, ni échangés, régulièrement. Ils sont indisponibles. Son propriétaire ne peut en disposer librement. Si d’aventure une personne privée se prévaut d’un acte de propriété d’un bien du domaine public, cet acte sera entaché de nullité. Le caractère de l’imprescriptibilité des biens du domaine public signifie qu’il s’agit d’une chose hors de tout commerce, qu’il est impossible de d’en acquérir la propriété par l’écoulement du temps, impossible de constituer des droits réels, sur la chose.
En cas de spoliation, ces deux notions de doctrine peuvent poser des difficultés, dans les cas où elles s’appliquent aux biens culturels mobiliers conservés dans les musées publics.
La spoliation est un terme pour désigner tout acte de dépossession illégitime des biens d’une personne par l’autorité publique (confiscation, saisie…). Les actes de spoliation sont plus spécifiquement des actes de disposition accomplis durant un conflit, soit par l’ennemi, soit sous son inspiration, ayant pour conséquence de déposséder la personne physique ou morale d’un bien, d’un droit, qu’elle ait ou non apporté son concours matériel.
Avant juillet 2023, pour déclasser un bien culturel appartenant au domaine public, c’est-à-dire, pour qu’un musée, se sépare d’un bien figurant dans ses collections, il fallait l’intervention du législateur.
Jusqu’à cette date, certains dossiers de la CIVS étaient donc bloqués par manque de fondement légaux, parce que la CIVS n’avait pas compétence pour se prononcer sur la restitution de biens culturels spoliés.
Depuis la loi du 22 septembre 2023, la CIVS a les compétences juridiques nécessaires pour dépasser les verrous de l’inaliénabilité et de l’imprescriptibilité des biens du domaine public.
Cette loi lui donne compétence de proposer au Premier ministre des mesures de dérogation à ces principes pour les biens culturels spoliés ; mais cela spécifiquement dans les cas où la spoliation a lieu dans le contexte des persécutions antisémites perpétrées entre 30 janvier 1933 et le 24 aout 1944 (Article 2 – I de la loi n° 2023-650 du 22 juillet 2023). Le déclassement des biens culturels de leur caractère d’intérêt public, et donc de la domanialité publique, est la mesure préalable à la restitution ou au retour du bien dans le patrimoine de la personne spoliée (la victime directe, ou ses ayants droit). Il s’agit d’une dérogation qui touche plus précisément les biens acquis par dons et par legs ou avec le concours de l’État ou d’une collectivité territoriale, et ayant été intégrés aux collections des musées de France (Article 1er de la loi n° 2023-650 du 22 juillet 2023). Celle-ci est applicable pour les musées personne morale publique ou privée, sans but lucratif.
La Loi du 22 juillet 2023 apporte des compétences complémentaires à la CIVS.
Le CIVS conserve ces compétences premières à savoir de recommander des mesures de réparation aux victimes de spoliation sur des biens dépourvus d’intérêt culturel. La mission de la CIVS recouvre un large panel de possibilités pour ce qui est de la définition de la spoliation, elles peuvent être d’ordre matérielles ou bancaires.

## Composition de la Commission

### Présidents
La Commission a été présidée par :
- 1999–2005 : Pierre Drai, premier président honoraire de la Cour de cassation[α],[β] ;
- 2005–2011 : Gérard Gélineau-Larrivet, président honoraire de la Chambre sociale de la Cour de cassation[γ],[δ] ;
- 2011–2024 : Michel Jeannoutot (d), premier président honoraire de la Cour d'appel de Dijon[ε],[ζ],[η],[θ] ;
- depuis le 1er juillet 2024 : Frédérique Dreifuss-Netter, conseillère honoraire de la Cour de cassation[ι].

### Membres du collège délibérant
| Présidence de la Commission                                                    | Présidence de la Commission                                                               |
| ------------------------------------------------------------------------------ | ----------------------------------------------------------------------------------------- |
| Présidente de la CIVS                                                          | Frédérique Dreifuss-Netter                                                                |
| Vice-président de la CIVS                                                      | Christophe Devys                                                                          |
| Membres de la formation plénière                                               |                                                                                           |
| En qualité de membre de la Cour de cassation                                   |                                                                                           |
| M. Alain Lacabarats, président de chambre honoraire à la Cour de cassation     |                                                                                           |
| Mme Frédérique Dreifuss-Netter, conseillère honoraire à la Cour de cassation   |                                                                                           |
| En qualité de membre du Conseil d’Etat                                         |                                                                                           |
| M. Christophe Devys, président de section au Conseil d’État                    |                                                                                           |
| M. Henri Toutée, président de section honoraire au Conseil d’État              |                                                                                           |
| En qualité de membre de la Cour des comptes                                    |                                                                                           |
| M. Gilles Andréani, président honoraire de chambre à la Cour des comptes       |                                                                                           |
| Mme Catherine Périn, conseillère maître à la Cour des comptes                  |                                                                                           |
| En qualité de professeur des universités                                       |                                                                                           |
| Mme Alya Aglan, professeure des universités                                    |                                                                                           |
| M. Charles-Edouard Bucher, professeur des universités, faculté de droit Nantes |                                                                                           |
| En qualité de personnalité qualifiée                                           |                                                                                           |
| Mme Janine Drai, personnalité qualifiée                                        |                                                                                           |
| Mme Sarah Gensburger, professeure des universités                              |                                                                                           |
| Membres de la formation élargie                                                |                                                                                           |
| En qualité de personnalité qualifiée                                           |                                                                                           |
| histoire de l'art                                                              | Mme Ines Rotermund-Reynard, historienne de l’art                                          |
| marché de l'art                                                                | M. Dominique Ribeyre, commissaire-priseur                                                 |
| histoire de la Seconde Guerre mondiale                                         | Mme Claire Andrieu, professeure des universités à l’Institut d’études politiques de Paris |
| droit du patrimoine                                                            | M. Xavier Perrot, professeur des universités à l'université Clermont Auvergne             |

## Comité d'histoire
Un comité d'histoire a été créé auprès de cette commission en 2007, pour une durée de trois ans, prorogée de deux ans en 2010. En 2012, le terme de l'existence de ce comité est fixé au 30 juin 2013. Sa mission est de contribuer à une meilleure connaissance de la politique française d'indemnisation des spoliations, de l'histoire et du fonctionnement de la commission, ainsi que de procéder à une étude des instances comparables existant dans d'autres pays. Ce comité d'histoire est composé :
- d'une équipe de recherche comprenant :
  - Anne Grynberg, maître de conférences en histoire contemporaine (directrice)
  - Sarah Gensburger, docteur en sociologie de la mémoire
  - Johanna Linsler, doctorante en histoire contemporaine
  - Ariel Danan, doctorant en histoire contemporaine
  - Agnès Callu, conservateur du patrimoine
- de douze membres nommés en raison de leurs compétences dans la connaissance des sujets abordés par le comité d'histoire :
  - Fabrice d'Almeida, directeur de l'Institut d'histoire du temps présent au Centre national de la recherche scientifique
  - Claire Andrieu, professeur à l'Institut d'études politiques de Paris
  - Marc-Olivier Baruch, directeur de recherche à l'École des hautes études en sciences sociales
  - Laurent Douzou, professeur à l'Institut d'études politiques de Lyon
  - Serge Klarsfeld, avocat et historien, vice-président de la Fondation pour la mémoire de la Shoah
  - Denis Peschanski, directeur de recherche au Centre national de la recherche scientifique, directeur adjoint du département sciences de l'homme et de la société
  - Michael Phillips, président de l'association Verbe et Lumière
  - Henry Rousso, directeur de recherche au Centre national de la recherche scientifique
  - David de Rothschild, président de la Fondation pour la mémoire de la Shoah
  - Éric de Rothschild, président du Mémorial de la Shoah
  - Évelyne Van den Neste, conservateur, chef de la mission des Archives nationales, remplacée par Claire Martin[κ]
  - Jean Mendelson, directeur des Archives diplomatiques au ministère des Affaires étrangères et européennes[λ]
- de cinq membres de droit :
  - le secrétaire général du gouvernement
  - le directeur des Archives de France
  - le directeur des services administratifs et financiers du Premier ministre
  - le président de la commission pour l'indemnisation des victimes de spoliations
  - le directeur de la commission pour l'indemnisation des victimes de spoliations

## Le partenariat CIVS - M2RS
Le renforcement du rôle de la CIVS ces dernière années va de pair avec la création de la M2RS en 2019. Tandis que la CIVS dépend des Services du Premier Ministre, la M2RS dépend du ministère de la Culture (Secrétariat général, Service des affaires juridiques et internationales). La M2RS est chargée de piloter et d’animer la politique publique de recherche autour des spoliations de biens culturels. Elle contribue à identifier et mieux connaître les œuvres à la provenance douteuse conservées par les institutions publiques,,.
Contrairement à la M2RS, la CIVS ne se limite pas à la documentation et l'instruction de spoliations culturelles. La CIVS traite aussi de spoliation de biens immobiliers, bancaires, des véhicules, etc. Ainsi, dans les recherches historiques menées, la M2RS a une approche partant de l'objet, du bien culturel, tandis que la CIVS s'oriente en partant de la victime de la Shoah et retrace son histoire pendant les faits, sa généalogie. C'est le collège délibérant de la CIVS qui statue sur la reconnaissance de la qualité d'ayant droit des personnes qui la saisissent.